# PlayStation Broadband Navigator
 (juillet 2025).
PlayStation Broadband Navigator (également appelé BB Navigator ou PSBBN) est un logiciel destiné aux consoles PlayStation 2 japonaises, servant d'interface pour manipuler les données sur le disque dur interne (HDD Unit).

## Historique
- PSBBN version 0.10 : Cette version préliminaire a été distribuée avec les packs BB Unit japonais (contenant l’adaptateur réseau et le disque dur) début 2002, remplaçant le HDD Utility Disc 1.00. Elle ne permettait pas de stocker ni de gérer les sauvegardes de jeux sur le disque dur, contrairement à l’ancien disque utilitaire.
- PSBBN version 0.20 a été lancée fin 2002. Elle ajoutait des fonctions à l’interface, dont la capacité de se mettre à jour via une connexion internet haut débit, ainsi que la gestion des sauvegardes.
- PSBBN version 0.30 est sortie mi-2003. Elle ajoutait l’accès au service feega de Sony (utilisé pour facturer certains jeux en ligne) ainsi qu’un programme de courrier électronique.
- PSBBN version 0.31 (fin 2003) corrigeait une faille de sécurité.
- PSBBN version 0.32 (début 2004) est la version la plus récente connue. Le seul changement notable est la suppression de l’option Lecteur Audio dans le canal Musique, qui permettait auparavant de transférer de la musique entre le disque dur et un lecteur MiniDisc.

Les services en ligne associés au logiciel ont été fermés le 31 mars 2016.

## Restrictions
Le disque d’installation de PlayStation Broadband Navigator possède un verrouillage régional plus strict que les autres logiciels PS2 : il ne fonctionne que sur des consoles NTSC-J avec un numéro de modèle se terminant par 0 (consoles vendues uniquement au Japon). Il est donc inutilisable sur les consoles coréennes ou asiatiques NTSC-J. De plus, le logiciel refuse de démarrer si l’adaptateur réseau installé n’est pas de marque Sony.

## Fonctionnalités
Le PlayStation Broadband Navigator propose de nombreuses fonctions indisponibles dans le navigateur PS2 par défaut. Certains jeux japonais utilisent ces fonctions et peuvent exiger une version spécifique (ou ultérieure) du logiciel.
- Fonctions principales :
  1. Canal Jeux
    - Accès à des sites en ligne, similaires à des pages web, pour différents FAI et éditeurs (à partir de la version 0.20)
      - Démo de jeux téléchargeables ou jeux complets (ex. Pop'n Taisen Puzzle-dama démo en ligne, Star Soldier version complète, Milon's Secret Castle version complète)
      - Téléchargement d’images ou vidéos
      - Informations sur les sorties passées, présentes et à venir

    - Lancement de jeux installés sur le disque dur

  2. NetFront 3.0, un navigateur web basé sur Linux
  3. Canal Musique
    - Conversion de CD audio en fichiers sur le disque dur
    - Organisation et lecture de fichiers audio stockés
    - Transfert de musique entre un lecteur MiniDisc et le disque dur via USB (versions 0.20 à 0.31 uniquement)

  4. Canal Photos
    - Gestion et visualisation des images stockées
    - Transfert de fichiers image entre des périphériques USB et le disque dur

  5. Canal Vidéo
    - Gestion et lecture des vidéos stockées

  6. Gestion du compte feega (à partir de la version 0.30 ; nécessaire pour Net de Bomberman et Minna no Golf Online)

## Version hors Japon
Sony Computer Entertainment America a sorti le disque dur le 23 mars 2004 avec le HDD Utility Disc 1.01, en bundle avec Final Fantasy XI. De nombreux consommateurs, au courant de l’existence du BB Navigator, se sont demandé pourquoi il n’était pas inclus. SCEA répondait que le logiciel serait proposé ultérieurement en Amérique du Nord. Il n’a cependant jamais été distribué hors du Japon, car Sony s’est rapidement orienté vers la fabrication exclusive des modèles PS2 Slim, incompatibles avec le disque dur, avant d’en cesser la production pour le marché nord-américain.
Sony Computer Entertainment Europe a quant à lui proposé le disque dur dans le kit PS2 Linux, commercialisé en Europe à partir du 22 mai 2002.
Le BB Navigator peut être utilisé sur n’importe quelle PS2 Fat grâce à une version modifiée créée par des fans. Certains modèles Slim (SCPH-7000x) peuvent également fonctionner avec cette version modifiée, à condition d’ajouter un port IDE ou un adaptateur IDE vers SD.